# John Richmond
 (mars 2012).
Si vous disposez d'ouvrages ou d'articles de référence ou si vous connaissez des sites web de qualité traitant du thème abordé ici, merci de compléter l'article en donnant les références utiles à sa vérifiabilité et en les liant à la section « Notes et références ».
John Richmond, né à Manchester en janvier 1960, est un créateur de mode anglais basé à Milan. Il a déménagé à Londres, puis finalement en Italie.
Il est diplômé en design en 1982, par l'université Kingston, et a tout de suite conçu sa propre collection sous son propre nom, tout en collaborant avec des marques telles que Emporio Armani, Joseph Tricot et Fiorucci.
En 1984, il a créé la marque The Richmond-Cornejo avec la jeune diplômé Maria Cornejo. Depuis 1987, Richmond a travaillé la production[style à revoir] de trois lignes sous son propre nom, sa ligne principale, John Richmond, la deuxième, X Richmond, et sa ligne de denim, Denim Richmond.
Ses liens étroits avec l'industrie de la mode dans la musique rock l'ont amené à habiller des stars comme Madonna, George Michael, David Bowie, Mick Jagger, Annie Lennox et aussi des footballeurs de l'Internazionale et de l'AC Milan : Marco Materazzi et Clarence Seedorf.
Il a collaboré à Londres avec le créateur de mode irakienne Reem Alasadi[réf. nécessaire]. Il a une fille, Phoenix Richmond, qui est mannequin.